# Salins-les-Bains
Salins-les-Bains is een gemeente in Frankrijk (departement Jura) De stad ligt in het oosten van Frankrijk, ter hoogte van Zwitserland, tegen de Jura aan. De gemeente telde 2.430 inwoners op 1 januari 2022.
De stad was eeuwenlang een centrum van zoutwinning en dankte hier haar rijkdom aan. Het was in de middeleeuwen een van de belangrijkste steden van Bourgondië. Sinds 1982 staat de zoutziederij van Salins samen met de Koninklijke zoutziederij van Arc-et-Senans op de Werelderfgoedlijst van UNESCO.
De eerste thermale bron in Salins werd in 1858 geopend, waarin gebruik van de zoute bronnen werd gemaakt, rijk aan chloor, magnesium en kalium. De stad werd een kuuroord, waardoor de naam van de stad in 1926 officieel Salins-les-Bains werd.
De stad is ook bekend om haar gebak met appelen, noten en gekonfijt fruit, de Téméraire.

## Zoutwinning
De streek is rijk aan zoute bronnen, waaruit al zeker 9.000 jaar zout wordt gewonnen. De zoutziederij in Salins werd in de 13e eeuw onder Jan I van Chalon uitgebreid. Uit drie bronnen werd pekelwater gewonnen dat vervolgens in grote, koperen pannen werd gekookt. Er werd in Salins in de 15e eeuw 4.600 ton per jaar gewonnen, dat onder meer naar Zwitserland werd uitgevoerd. Tijdens werkzaamheden aan de bron van Muire in 1467 droogde de zoute bron grotendeels op. Hierop werd een processie met de relieken van Sint Anatoile door de straten van Salins gehouden, waarna de bron op miraculeuze wijze opnieuw begon te werken. Dit staat lokaal bekend als het mirakel van het water, miracle de l'eau. De stad werd in 1674 Frans grondgebied. De zoutproductie werd toen aan de eeuwenoude Franse belasting op zout, la gabelle,  onderworpen. De zoutziederij verplaatste zich in de 18e eeuw deels naar Arc-et-Senans 15 km verderop. Daar was nog voldoende hout om de ovens te voeden die nodig waren voor de zoutwinning. Er kwam ook meer concurrentie van het zout, dat uit zeewater werd gewonnen. Er werd in 1958 in Salins nog maar 1.000 ton per jaar gewonnen en in 1962 werd de productie definitief gestaakt.

## Bezienswaardigheden
De oudste delen van de Sint-Anatoilekerk dateren uit de 13e eeuw. In die tijd werd ook begonnen met de bouw van twee ondergrondse galerijen, die de zoutwaterbronnen met elkaar verbonden, en van waaruit het pekelwater naar de oppervlakte werd gebracht. In de 19e eeuw werd hiervoor een hydraulische pomp geïnstalleerd, die door rivierwater werd aangedreven. De galerijen zijn toegankelijk en hierin is onder onder andere een oude kookpan van 17 meter lang te bezichtigen, die bij de zoutziederij werd gebruikt.
Het stadhuis dateert uit de 17e eeuw en er zijn nog oude verdedigingswerken uit de 15e eeuw.
Op het hoogste punt boven de stad staan aan beide kanten forten: Fort Saint-André en Fort Belin. Fort Belin werd in de 17e eeuw door Vauban gerestaureerd, hij ontwierp Fort Saint-André.

## Geografie
Salins-les-Bains ligt aan de rivier de Furieuse, in een aan beide kanten steil dal. De oppervlakte van Salins-les-Bains bedroeg op 1 januari 2022 24,68 vierkante kilometer; de bevolkingsdichtheid was toen 98,5 inwoners per km².

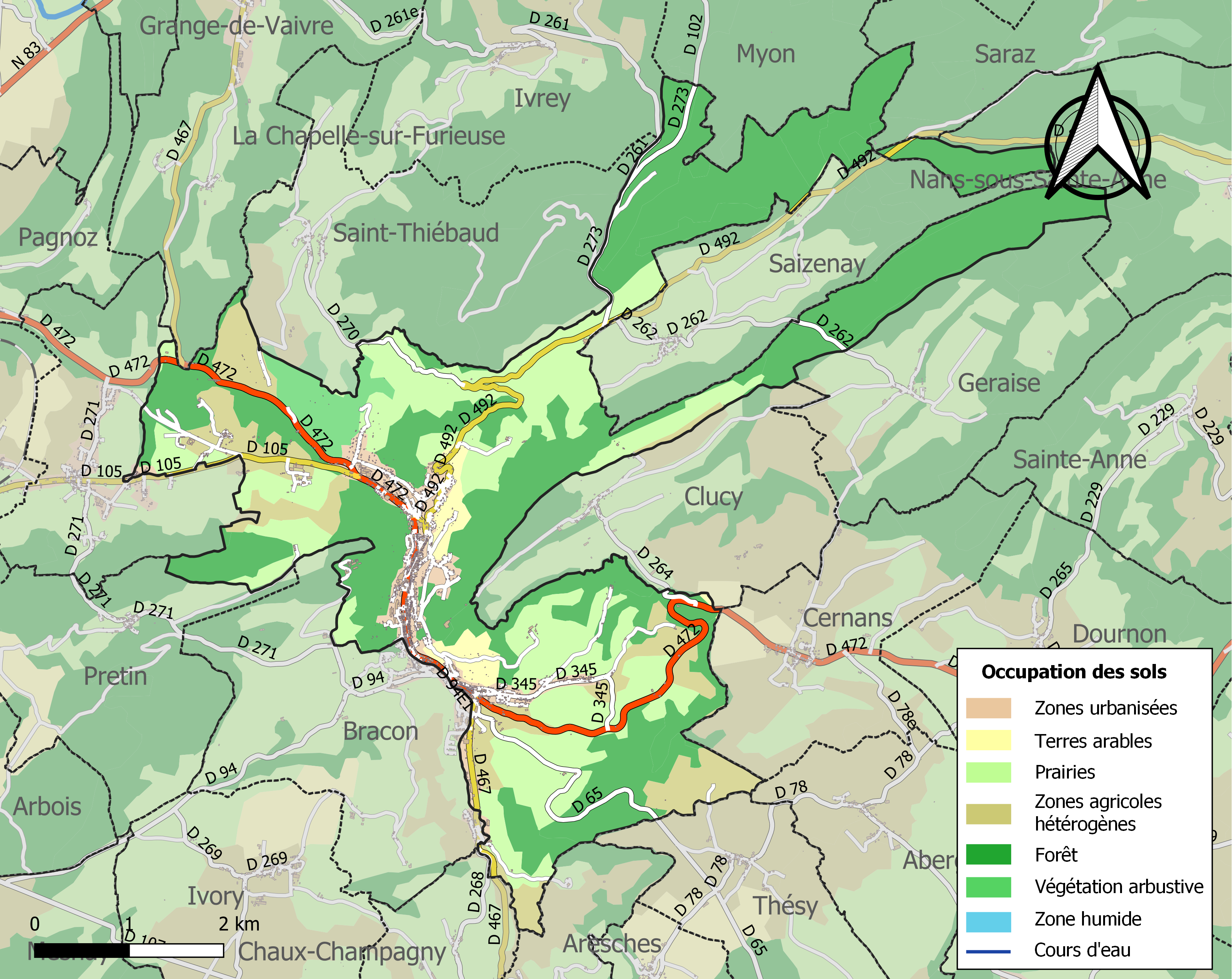
Kaart van de gemeente met de belangrijkste infrastructuur, bodemgebruik en omliggende gemeenten

## Demografie
Onderstaande figuur toont het verloop van het inwonertal, bron: INSEE-tellingen. 

## Geboren
- Gauthier van Besançon (11e eeuw), aartsbisschop van Besançon
- Pierre Joseph Thoulier d'Olivet (1682-1768), taalkundige
- Victor Considerant (1808-1893), filosoof en econoom

## Afbeeldingen

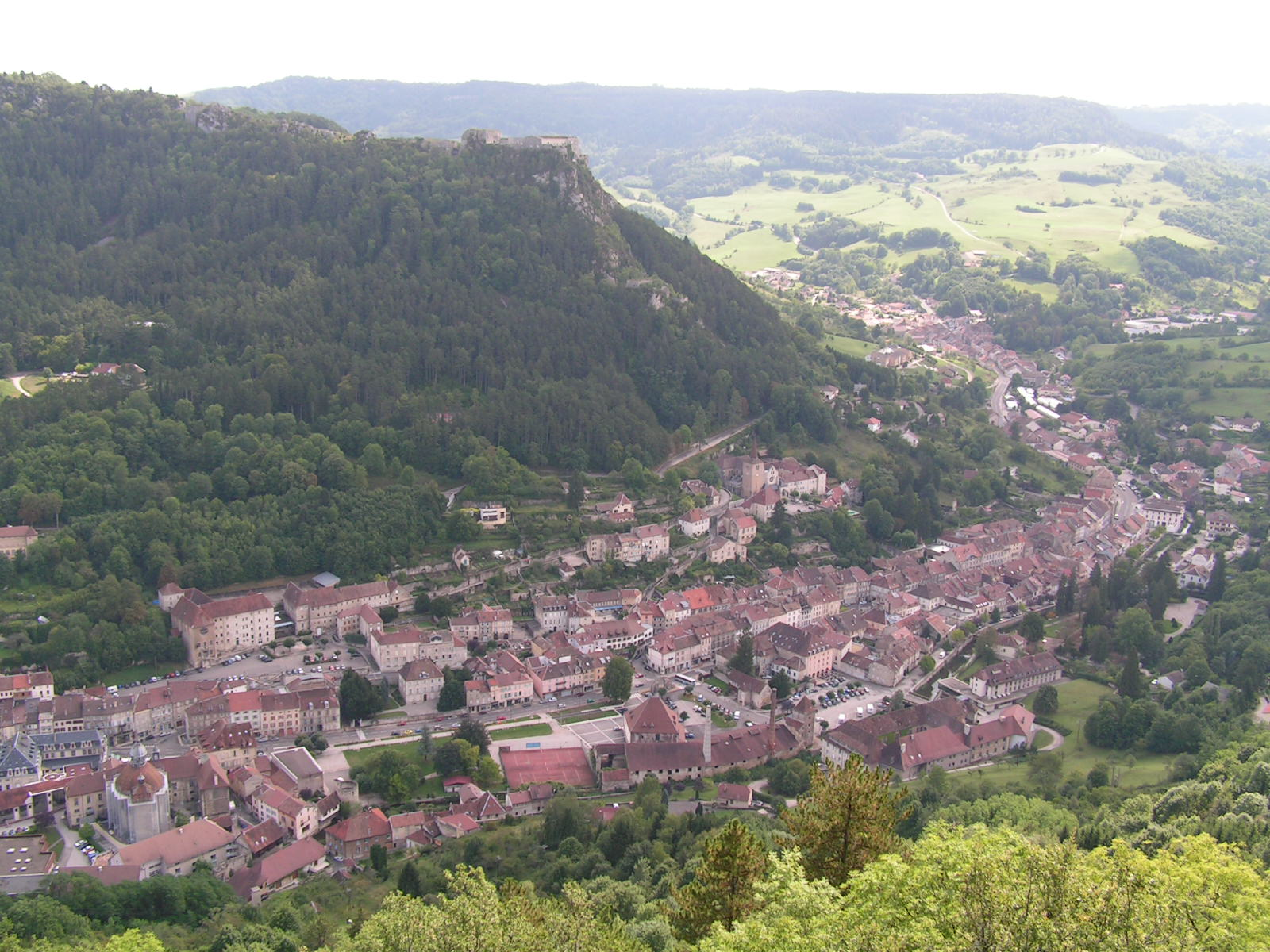
Zicht vanaf Fort Saint-André naar het oosten met Fort Belin
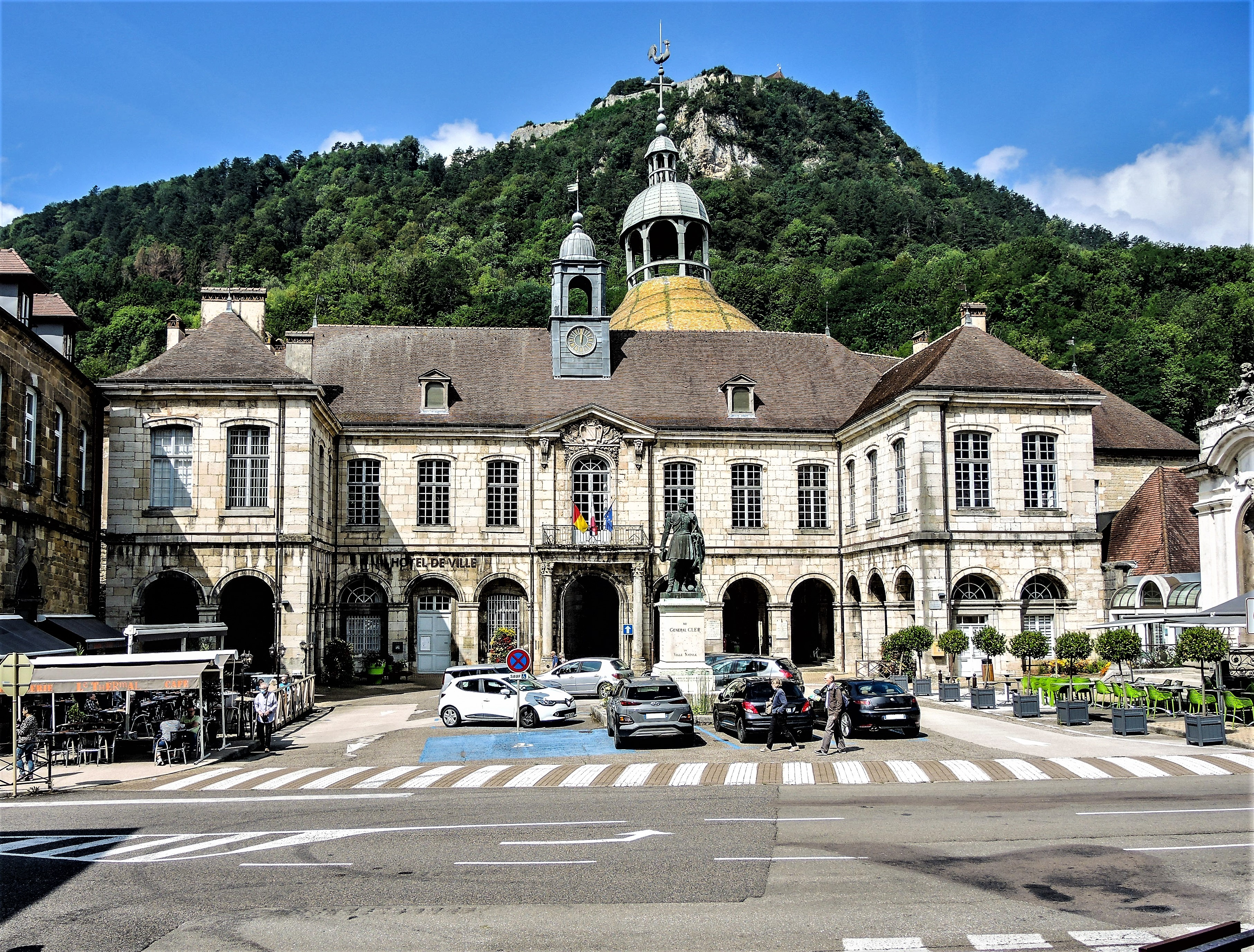
Gemeentehuis
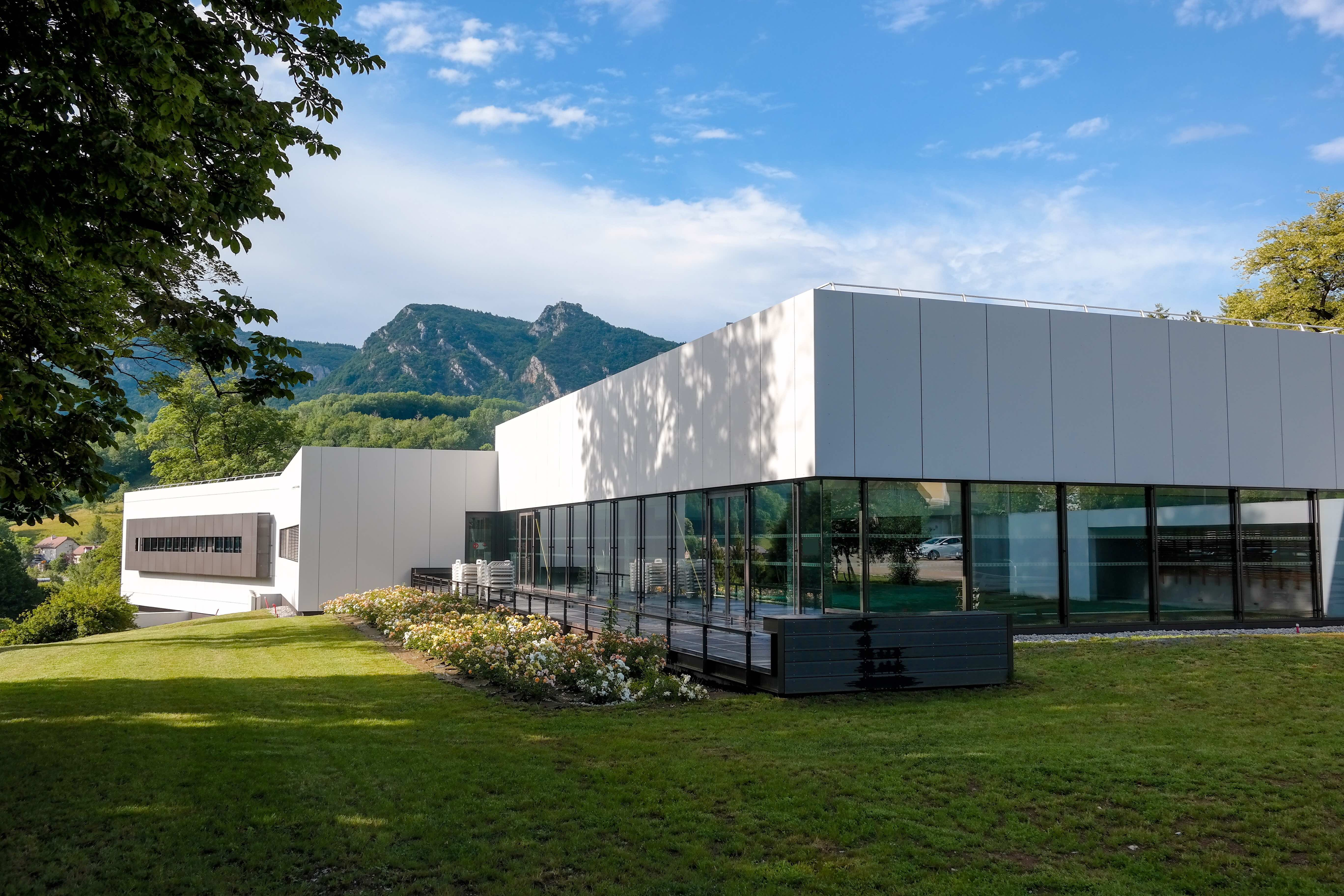
Thermen

## Websites
- (fr)  Statistische informatie op de website van INSEE